# 什門十哲

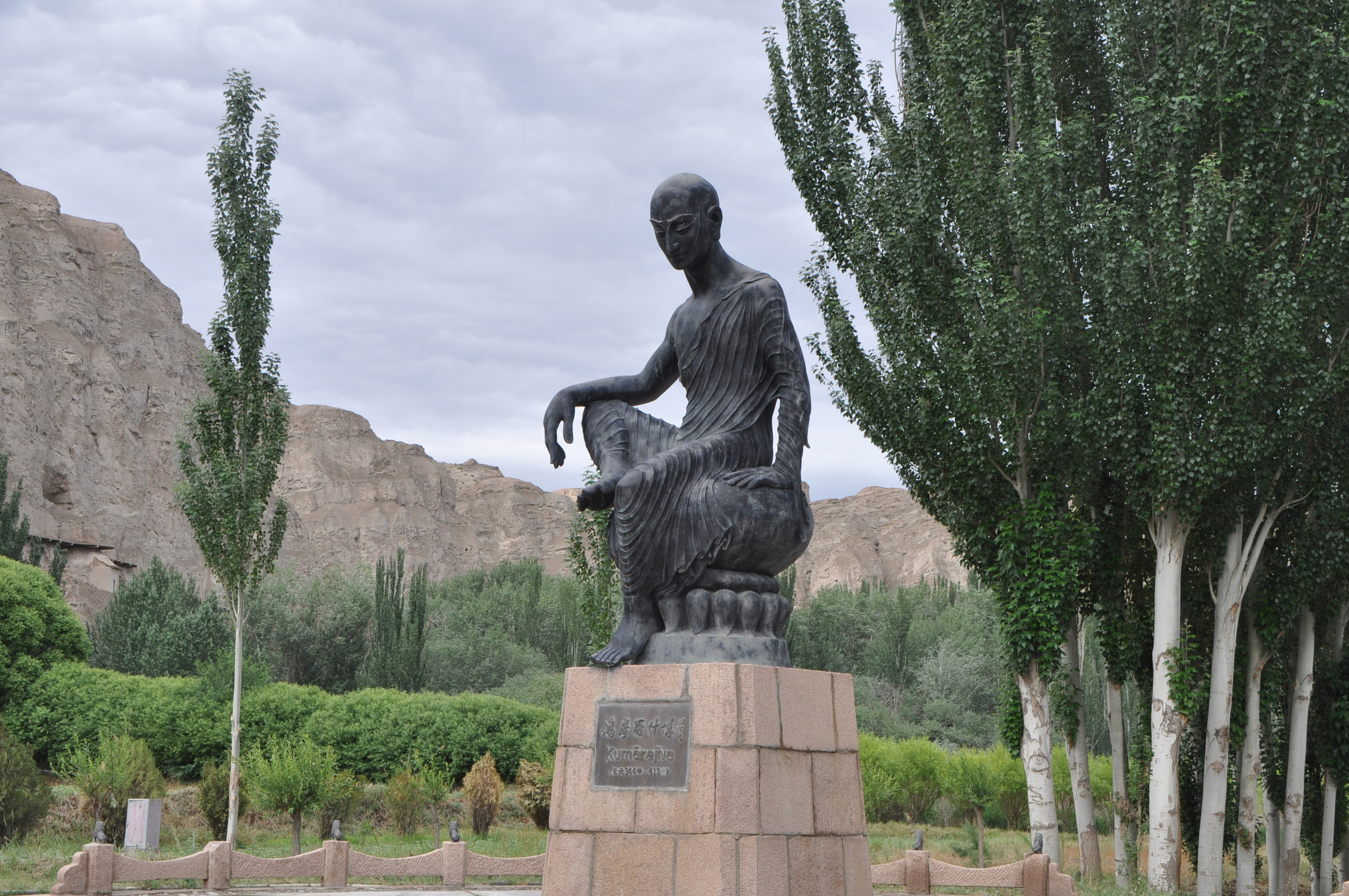
鳩摩羅什像

什門十哲是佛教名相，「什」指的是中國佛教三論宗初祖，中國佛教四大譯經家之一的「 鳩摩羅什 」三藏法師；「什門十哲」是指鳩摩羅什門下的十位高足，十哲分別是：道生、僧肇、道融、僧叡、曇影、慧嚴、慧觀、僧䂮、道常、道標。十哲是羅什法師三千門徒中的精英，譯經事業的得力助手。其中道生、僧肇、道融、僧叡四人並稱為「什門四聖」（關中四聖）；僧叡與僧肇二人，並稱為「三論宗二祖」，在漢地龍樹菩薩中觀思想的弘揚發展起到重要的影響。
另外還有以道生、僧叡、道融、僧肇為「什門四傑」；曇影、慧觀、道恆、曇濟為「什門四英」的說法，合四傑、四英稱為「什門八俊」。

## 十哲生平簡述

### 道生
竺道生（355年－434年），東晉劉宋鉅鹿人，俗姓魏。幼年隨竺法汰出家，數年後到盧山依止慧遠大師靜修七年，天資穎悟，一覽能誦，後遊長安依什公門下受學。在《大般涅盤經》還未傳入建康時，據《六卷涅盤經》提出「頓悟成佛」、「善不受報」、「一闡提人皆得成佛」等主張，大眾聽其主張，認為是異教邪說，便被擯出僧團。於是道生大師便隱居在蘇州虎丘山，聚石為眾，為石頭說法，在講《涅槃經》到闡提有佛性時，眾石皆應聲點頭，這就是佛教中「生公說法，頑石點頭」的公案。後來漢地譯出《大般涅槃經》，世人讚譽道生先見，便稱他為「涅槃聖」，為關中四聖之首。著有《二諦論》、《佛性常有論》、《佛無淨土論》及《法華義疏》、《維摩注解》等論疏。道生是佛學中國化的第一人，也是掙脫「格義」佛教的第一人。

### 僧肇
僧肇（384年－414年），東晉長安人，俗姓張。幼年時家貧，受人雇傭抄書為業，喜讀道家老莊，在讀到舊《維摩經》時深有感悟而說：「知所歸矣。」於二十歲時出家為僧，善學《方等》諸經，深通三藏，在知道羅什在姑臧後，便前往依止，參與譯事，詳定經論，解悟深義，被喻為「解空第一」，為，關中四聖之一。弘始六年（404年），鳩摩羅什譯出《大品般若經》，僧肇作《般若無知論》呈羅什，受到羅什與慧遠的讚賞，另著有：《物不遷論》、《不真空論》、《涅盤無名論》、《注維摩詰經》等，肇師的弟子將其結集合成《肇論》。晉安帝義熙十年（414年）卒於長安，時年三十一歲。

### 道融
道融（生卒年不詳），又名僧融，關中四聖之一，南梁汲郡林慮人，十二歲出家，住九江東林寺，後參與羅什譯事，善講《中論》與《法華經》，著有法華、大品般若、金光明、十地、維摩詰等經的義疏。晚年於彭城講法宣教，隨行門徒有三百人，從學問道的有千餘人，世壽七十四歲。

### 僧叡
僧叡（373年－439年），劉宋魏郡長樂郡人，十八歲出家，拜僧賢為師，聽僧朗講《放光般若經》，二十二歲時即博通經論，聲明遠播，為關中四聖之一。後加入什公譯經隊伍，在解釋法華經句：「天見人，人見之」為「人天交接，兩得相見」，使羅什驚服。著有《大智度論》、《中論》、《十二門論》、《大品般若經》、《小品般若經》、《法華經》、《維摩詰所說經》……等經論序。
元嘉十六年（439年），法師身無疾病，卻忽然召集僧眾向大家告別，隨後入房沐浴淨身後，燒香禮佛，面向西方合掌坐化圓寂，世壽六十七歲，當日寺裡見有五色香煙從僧叡的僧房飄出。

### 慧嚴
慧嚴，（363年－443年），劉宋豫州人，俗姓范，十六歲出家，於鳩摩羅什座下受學，深解經論，善於言說。羅什圓寂後，到建康東安寺，受到宋高祖的器重，宋文帝在位時，常向法師請示佛法，著有《無生滅論》及《老子略注》等書。《大涅槃經》剛傳進中國時，與慧觀、謝靈運合譯，將北本《涅盤經》四十卷改為三十六卷，稱為「南本涅槃經」。

### 慧觀
慧觀，（366年－436年），劉宋清河郡人，俗姓崔，先依止廬山東林寺慧遠大師，後來鳩摩羅什來到漢地以後，前往親近依止修學。慧觀法師風神秀雅，思入玄微，其所著的《法華宗要序》受到羅什三藏的稱揚讚賞。因通達十誦律宗旨，精研律學，為羅什門中的戒律學者。晚年住持楊都道坊寺弘揚佛法，卒於宋文帝元嘉十三年，世壽七十一歲。

### 曇影
曇影，（生卒年不詳），本性謙和，因家貧而志於學，多聞而學識廣博。善講《妙法蓮華經》及《光讚般若經》，每次開講說法有上千僧俗聽講。到了關中以後，受到姚興的禮遇，敕令曇影進駐逍遙園協助羅什譯經，著有《法華義疏》及《中論註》。晚年隱棲終老，世壽七十歲。

### 僧䂮
僧䂮，（344年－416年）姚秦潯陽人，俗姓傅。少年出家，依長安大寺的弘覺為師，通達內外經論，因戒律清淨，行持嚴謹。姚興任命為僧正，使正綱紀，並參與羅什大師於長安大寺的佛經翻譯工作，為譯場助譯。於姚興文桓帝弘始十八年，圓寂於長安大寺，世壽七十三歲。

### 道常
道常，（346年－417年）又稱為道恒，姚秦時期藍田人。法師幼年即顯宿世善根，八、九歲時與玩伴捏沙成佛塔。法師幼年喪父，侍奉後母至孝，二十歲後母過世後便出家為僧，深入佛理，學通內外典籍。當得知鳩摩羅什入關後，便前往依止修學，他的才思清敏受到鳩摩羅什大為嘉許。協助羅什的譯出許多經典，負責筆錄其口譯經文，寫序、校正及譯文潤飾等工作。著有《釋駁論》、《百行箴》。卒於東晉晉安帝義熙十三年（417年），世壽七十二歲。

### 道標
道標（生卒年不詳），他的生平僅在《高僧傳》的《釋道恒》傳中有略述：「秦姚興以恆、標二人神氣俊朗，有經國之量，乃敕尚書令姚顯敦逼恆、標署道助振王業。並親書之曰：『卿等皎然之操，實在可嘉，但君臨四海，治急須才，…望體此恆不以守節為辭也。』恆、標不從；姚復致書什公。什亦婉辭：『…伏膺佛道…，道以啟悟童稚，助化功德也，願陸下放既往之恩，縱其微志也。』道標也在羅什譯場協助翻譯，著有《舍利弗毘曇序》、《弔王喬文》，其餘生平均無記載。。

## 外部連結
- 中國佛教史話 羅什門下十哲簡介 （页面存档备份，存于）
- 鳩摩羅什：忍辱精進 弘法東土
- 鳩摩羅什不化之舌以證其誓 （页面存档备份，存于）
- 鳩摩羅什之佛經翻譯及其翻譯思想 （页面存档备份，存于）